# Ancistrocladus congolensis
Espèce
Synonymes
- Ancistrocladus congolensis J.Leonard (préféré par NCBI)[2]
- Ancistrocladus congolensis[2]

Ancistrocladus congolensis est une espèce de plantes à fleurs dicotylédones, appartenant au genre Ancistrocladus, de la famille des Ancistrocladaceae. Celle-ci a été décrite par J. Léonard.

## Description
C’est une liane, de 5 à 6 m de long, avec une tige de 2 à 5 cm de diamètre. Son habitat naturel se trouve dans les galeries forestières, les forêts marécageuses avec Guibourtia demeusei et dans les forêts périodiquement inondées.
Elle est native de la RD Congo, on la retrouve aussi au Burundi, Congo, Gabon et au Rwanda.